# Erich Ullmann (Politiker)
Erich Ullmann (* 26. Januar 1909 in Sorau; † nach 1958) war ein deutscher Parlamentsabgeordneter und Funktionär der DDR-Blockpartei Liberal-Demokratische Partei Deutschlands (LDP oder später LDPD).

## Leben
Ullmann stammte aus der preußischen Provinz Brandenburg. Nach dem Besuch der Volksschule absolvierte er eine Ausbildung im Verwaltungs- und Revisionsdienst und wurde Zivilanwärter der Provinzialverwaltung der Provinz Brandenburg. Zum 1. Mai 1937 trat er der NSDAP bei. Er leistete Wehr- und Kriegsdienst und geriet in Gefangenschaft. Nach dem Ende des Zweiten Weltkrieges arbeitete er in verschiedenen Stellungen und wurde 1949 Referent der Landhandwerkskammer Brandenburg sowie stellvertretender Vorsitzender des Rates der Stadt Potsdam.

## Politik
Er wurde 1948 Mitglied der in der Sowjetischen Besatzungszone neugegründeten LDPD und Stadtverordneter seiner Partei. Außerdem gehörte er dem Kreisausschuss der Nationalen Front in Potsdam-Stadt an.
In der Wahlperiode von 1954 bis 1958 war Ullmann Mitglied der LDPD-Fraktion in der Volkskammer der DDR.